# Contern
Contern (luxemburgués: Conter) es una comuna con estatus de ciudad en el suroeste de Luxemburgo, con un población aproximada de 3.520 habitantes. Las ciudades de Medingen, Muhlbach, Moutfort y Oetrange están dentro de la comuna.